# Левкович-Маслюк, Леонид Иванович
Леонид Иванович Левкович-Маслюк (24 августа 1954, Москва) – математик, специалист по информационным технологиям, переводчик научной фантастики.  Автор около 20 научных публикаций. 

## Краткая биография
В 1976 году окончил Механико-математический факультет МГУ (кафедра дифференциальной геометрии) по специальности «дифференциальная геометрия и топология». В 1976-1983 работал инженером в космической отрасли, в 1983-2009 гг. - научным сотрудником Института прикладной математики имени М. В. Келдыша РАН (с 1996 – в должности старшего научного сотрудника).  Занимался математическими методами анализа данных, научно-технологической журналистикой. С 1999 по 2008 гг. был зам. главного редактора журнала «Компьютерра»,  в 2008-2009 гг. - мененджером научно-популярного контента в Роснано, в 2009 – 2013 - руководителем экспертной службы РВК . Участвовал в оценке потенциала множества венчурных проектов. В качестве ведущего исследователя участвовал в ряде проектов крупных исследовательских организаций в области обработки и сжатия информации, а также компьютерной графики (Intel, Sandia Laboratories, Samsung Advanced Institute of Technolgy и др.). Был приглашённым исследователем в Вестминстерском университете (Лондон), Тель-Авивском университете, участвовал в ряде международных конференций. В настоящее время генеральный директор Центра исследований и разработок Dell EMC в Сколково. Занимался переводом научной фантастики. 

## Основные публикации
- Levkovich-Maslyuk L. I. Wavelet-based determination of generating matrices for fractal interpolation functions // Regular and Chaotic Dynamics, 1998, 3(2), 20–29.
- Левкович-Маслюк Л. И. Аппроксимация финансовых рядов фрактальными интерполяционными функциями // Вопросы анализа риска, 1999, 1(1), 46–61.
- Levkovich-Maslyuk L. I. Determination of the scaling parameters of affine fractal interpolation functions with the aid of wavelet analysis // SPIE Proceedings, v. 2825, paper 2825-91, 1996.
- Levkovich-Maslyuk L. I. Wavelet analysis and its applications to time series // NATO Advanced Studies Institute (ASI), "Nonlinear Dynamics in Life and Social Sciences" (Moscow, Russia), 2001.
- Levkovich-Maslyuk L. I., Zhirkov A., Kalyuzhny P. Texture compression with adaptive block partitions // Proceedings of 8th ACM International Conference on Multimedia "Multimedia 2000", Los Angeles, USA.

## Основные переводы
- Стиц, Джон. Салон «Забвение» (Memory Blank). Встречи на «Красном смещении» (Redshift Rendezvous). Перевод с английского Л. Левкович-Маслюка и  Е. Мариничевой.  // Джон Стиц. Салон «Забвение». М.: АСТ, 1997.
- Дитц, Уильям. Награда чужаков (Alien Bounty).  Перевод с английского Л. Левкович-Маслюка . // Уильям Дитц. Награда Мак-Кейда. М.: АСТ, 2000.
- Иган, Грег.  Карантин (Quarantine);  Сейф (The Safe-Deposit Box);  Видеть (Seeing);  Похищение (A Kidnapping);  Неустойчивые орбиты в пространстве лжи (Unstable Orbits in the Space of Lies) // Грег Иган.  Карантин (Quarantine).  Перевод с английского Л. Левкович-Маслюка и  Е. Мариничевой.  М.: АСТ-ЛТД, 1997.

## Cемья
- Супруга Мариничева, Елена Владиславовна (с 1974 г.)
- Сыновья Иван (р. 1975) — географ и Фёдор (р.1989) — физик-теоретик.